# Безушник Зибольда
Безушник Зибольда (лат. Anotogaster sieboldii) — вид стрекоз семейства Cordulegastridae. Занесен во второе издание Красной книги РФ, присвоена категория 3 (редкий вид).

## Этимология названия
Видовое название дано в честь легендарного немецкого путешественника и исследователя Японии XIX века Филиппа Франца фон Зибольда, в 1830 году высланного из Японии за сбор «секретной» информации об этой совершенно закрытой на то время стране. По возвращении в Голландию он опубликовал ряд трудов о живой природе Японии и Китая, самый знаменитый из которых «Flora japonica» был издан в Лейдене в 1835 году и положил начало изучению европейцами неизвестного до этого времени видового состава японской флоры.

## Описание
Весьма крупная стрекоза с яркой окраской. размах крыльев 95—100 мм. Грудь и брюшко чёрного цвета с металлическим блеском и с жёлтыми отметинами — тремя полосами по бокам груди и маленькими сдвоенными пятнами на тергитах

## Ареал
Восточная Азия: Япония, Китай, Корейский полуостров. Единственный представитель восточноазиатского рода в фауне России — встречается на крайнем юге Курильских островов — крайний юг Курильской гряды; найден на берегах горячих ключей острова Кунашир близ посёлка Алёхино.

## Биология
Лёт наблюдается в летне-осенний период. Личинки развиваются в проточной воде. На Курильских островах вид связан с горячими источниками